# Roccamorice
Roccamorice är en ort och kommun i provinsen Pescara i regionen Abruzzo i Italien. Kommunen hade 908 invånare (2018).